# Moraea vlokii
Moraea vlokii är en irisväxtart som beskrevs av Peter Goldblatt. Moraea vlokii ingår i släktet Moraea och familjen irisväxter. Inga underarter finns listade i Catalogue of Life.